# Ciccone Youth
Ciccone Youth è stato un progetto musicale creato nel 1988 per volere di Thurston Moore e Kim Gordon, entrambi membri dei Sonic Youth.
Già dal nome è facile intuire come la band altro non fosse che un side-project del gruppo newyorchese nato per soddisfare un interesse crescente per la musica pop e, in particolare, una passione per certi versi autoironica per la pop-star Madonna Louise Ciccone, ben più nota come Madonna.
Al progetto presero parte anche Mike Watt, bassista dei Minutemen e dei Firehose, J Mascis, leader dei Dinosaur Jr. e Greg Ginn, fondatore della punk band Black Flag.
La curiosa band pubblicò solamente un disco, intitolato The Whitey Album, nel 1988. All'interno del disco è facile sentire le influenze dei Sonic Youth degli esordi: si tratta, infatti, di un album per certi versi sperimentale, votato alla manipolazione sonora e al noise. L'ironia, però, non manca: in The Whitey Album, ad esempio, si trovano alcune cover di artisti stilisticamente ben distanti dalla produzione dei nostri, come Burning Up e Into the Groove, noti successi di Madonna, o Addicted to Love, brano di Robert Palmer.
Il disco, dopo un lungo periodo di difficile reperibilità, è stato ristampato nel 2006 dalla Geffen.

## Discografia
- 1988 - The Whitey Album